# Saint-Quentin-de-Baron
Saint-Quentin-de-Baron – miejscowość i gmina we Francji, w regionie Nowa Akwitania, w departamencie Żyronda. Nazwa miejscowości pochodzi od imienia św. Kwintyna.
Według danych na rok 1990 gminę zamieszkiwało 947 osób, a gęstość zaludnienia wynosiła 109 osób/km² (wśród 2290 gmin Akwitanii Saint-Quentin-de-Baron plasuje się na 449. miejscu pod względem liczby ludności, natomiast pod względem powierzchni na miejscu 1156.).